# Anna Siedokowa
Anna Wołodymyriwna Siedokowa (ukr. Анна Володимирівна Сєдокова, ros. Анна Владимировна Седокова / Anna Władimirowna Siedokowa; ur. 16 grudnia 1982 w Kijowie) – ukraińsko-rosyjska piosenkarka.

## Życiorys
Gdy miała sześć lat, należała do ukraińskiego zespołu folklorystycznego „Switanok”. Ukończyła z wyróżnieniem szkołę muzyczną w klasie fortepianu oraz Kijowski Narodowy Uniwersytet Kultury i Sztuk w specjalności „aktor i prezenter telewizyjny”. Pracowała w kanałach telewizyjnych Otv i Nowyj Kanał oraz w rozgłośni radiowej.
W maju 2002 wygrała casting do zespołu Nu Virgos, w którym występowała do 2004. Po krótkiej przerwie, spowodowanej ciążą i urodzeniem dziecka, rozpoczęła karierę solową. W kwietniu 2006 wydała swój pierwszy singiel „Mojo sierdce”, do którego nakręciła teledysk.

### Życie prywatne
W latach 2004–2006 była żoną Walancina Bialkiewicza, piłkarza Dynama Kijów, z którym ma córkę – Alinę. Od 12 lutego 2011 do lutego 2013 była żoną Maksima Czerniawskiego, z którym ma córkę Monikę.

## Wybrane wykonywane utwory
- Jako członkini grupy ВИА Гра (VIA Gra):

- 2002 – Stop! Stop! Stop! (Wersja rosyjskojęzyczna)
- 2002 – Good morning, daddy! (Wersja rosyjskojęzyczna)
- 2003 – Don’t Ever Leave Me Love (Wersja rosyjskojęzyczna)
- 2003 – Don’t Ever Leave Me Love
- 2003 – Kill My Girlfriend (Wersja rosyjskojęzyczna)
- 2003 – Till The Morning Light
- 2003 – Till The Morning Light (Wersja rosyjskojęzyczna)
- 2003 – Ocean And Three Rivers
- 2003 – Stop! Stop! Stop!
- 2004 – There Is No More Attraction

- Jako solistka:

- 2006 – Моё сердце (Moje serce)
- 2007 – Звоночек (Dzwoneczek)
- 2008 – Привыкаю (Przyzwyczajam)
- 2010 – Привыкаю (feat. Grupa „Karaty”) (Przyzwyczajam)
- 2010 – Холодное сердце (feat. Джиган) (Zimne serce)
- 2010 – Драма (Dramat)
- 2010 – Ревность (Zazdrość)
- 2011 – Космос (Kosmos)
- 2012 – Что я наделала (Co ja zrobiłam)
- 2012 – Небезопасно (feat. Миша Крупин) (Niebezpiecznie)
- 2013 – Удали (Dzielność)
- 2013 – Между нами кайф (Pomiędzy nami kaif)
- 2014 – Сердце в бинтах (Serce w bandażach)
- 2014 – Дотронься (Dotknąć)
- 2014 – Пираньи (Piranie)
- 2015 – Тише (feat. MONATIK) (Ciszej)
- 2015 – Пока, милый (Żegnaj, miły)

## Teledyski
| Rok  | Utwór                                                                    | Reżyseria                                                         |
| ---- | ------------------------------------------------------------------------ | ----------------------------------------------------------------- |
| 2006 | Моё сердце (Mojo sierdce)                                                | Максим Сметана (Maksim Smietana)                                  |
| 2007 | Звоночек (Zwonoczek) / Самая лучшая девочка (Samaja Łuczszaja Diewoczka) | Виктор Придувалов (Wiktor Priduwałow)                             |
| 2008 | Привыкаю (Priwykaju)                                                     | Катя Царик (Katia Carik)                                          |
| 2010 | Привыкаю feat. Караты (Priwykaju feat. Karaty)                           | Катя Царик (Katia Carik)                                          |
| 2010 | Холодное сердце feat. Джиган (Cholodnoje sierdce feat. Dżygan)           | Константин Черепков (Konstantin Czeriepkow)                       |
| 2010 | Драма (Drama)                                                            | Филипп Ли (Filipp Li)                                             |
| 2010 | Ревность (Riewnost')                                                     | Дмитрий Мисюра (Dmitrij Misiura)                                  |
| 2011 | Космос (Kosmos)                                                          |                                                                   |
| 2012 | Что я наделала (Czto ja nadielala)                                       | Виктор Скуратовский (Wiktor Skyratowskij)                         |
| 2012 | Небезопасно feat. Миша Крупин (Niebiezapasno feat. Misza Krupin)         | Анна Седокова (Anna Siedokowa)                                    |
| 2013 | Удали (Udali)                                                            | Владимир Шкляревский (Władimir Szklariewskij)                     |
| 2013 | Между нами кайф (Mieżdu nami kajf)                                       | Евгений Тимохин (Jewgienij Timochin)                              |
| 2014 | Сердце в бинтах (Sierdce w bintach)                                      | Евгений Тимохин (Jewgienij Timochin)                              |
| 2014 | Дотронься (Dotronsja)                                                    | Сергей Гуман и Дмитрий Кочнев (Siergiej Guman i Dmitrij Koczniew) |
| 2014 | Пираньи (Piran’ji)                                                       | Сергей Гуман (Siergiej Guman)                                     |
| 2015 | Тише (feat. MONATIK) (Tiszie feat. MONATIK)                              | Сергей Гуман (Siergiej Guman)                                     |
| 2015 | Пока, милый (Poka, milyj)                                                | Алан Бадоев (Ałan Badojew)                                        |